# Yechiel Michel Schlesinger
Pour les articles homonymes, voir Schlesinger.
Yechiel Michel Schlesinger (né le 31 juillet 1898 à Hambourg, Allemagne et mort le 30 mars 1949 à Jérusalem, Israël) est un rabbin israélien, d'origine allemande, cofondateur en 1939 avec le rabbin Baruch Kunshtadt (1884-1967), de la Yechiva Kol Tora, à Jérusalem. 

## Biographie
Yechiel Michel Schlesinger est né le 31 juillet 1898 à Hambourg, Allemagne. Il est le fils du rabbin Eliezer Lippmann Schlessinger, né le 13 décembre 1860 à Hambourg, en Allemagne et mort le 28 mars 1934 à Francfort-sur-le-Main, en Allemagne. Sa mère est Sarah Wreschner (connue aussi comme "Bershner"), née le 10 janvier 1863 à Poznań, en Pologne et morte le 21 avril 1950 à Jérusalem en Israël.
Il est le frère de David Schlesinger né le 13 avril 1894 à Hambourg, en Allemagne, et mort le 27 avril 1976 à Bnei Brak, en Israël, du docteur Falk Schlesinger, médecin et directeur du Centre Médical Shaare Zedek (Jérusalem), né le 4 novembre 1895 à Hambourg, en Allemagne et mort le 28 août 1968 à Jérusalem, en Israëlet de Chava Beile Guggenheim, née le 17 novembre 1899 à Hambourg, en Allemagne et morte le 30 octobre 1980 en Israël.
Il épouse Meta Mattel Jacobson née le 9 septembre 1904 à Francfort-sur-le-Main et morte le 14 juin 2001 à Jérusalem, Israël,.
Ils ont 8 enfants dont le rabbin Moshe Yehuda Schlesinger qui succède à son père comme Rosh Yeshiva, le rabbin Eliezer Lippman Schlesinger, Rosh Kollel de Volozhin à Bnei Brak, le rabbin Avrohom Schlesinger (né en 1910 à Francfort-sur-le-Main et mort en 2010 à Bnei Braq), Rosh Kollel Beis Yechiel à Bnei Brak, et Lea Shulman.

### Jérusalem
Devant la montée du nazisme, Yechiel Michel Schlesinger quitte Francfort-sur-le-Main, le 11 novembre 1938, pour la Suisse et arrive finalement à Jérusalem en avril 1939.